# Campo San Martino
Campo San Martino (Canpo San Martin in veneto) è un comune italiano di 5 583 abitanti della provincia di Padova in Veneto, situato a circa 20km a nord del capoluogo di provincia.

## Stemma

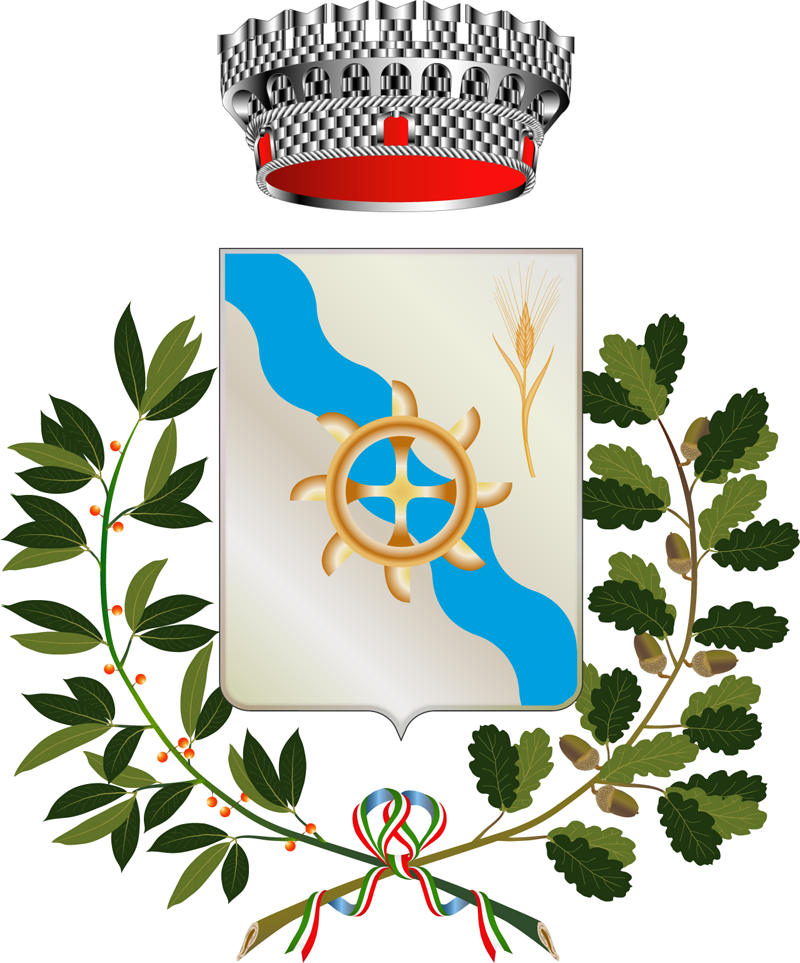
Stemma di Campo San Martino

''d'argento alla banda ondata d'azzurro attraversata dalla ruota di molino, dentata di otto, d'oro, e accompagnata nel cantone sinistro del capo dalla spiga di grano, fogliata in due, posta in palo, al naturale, Ornamenti esteriori del comune"
descrizione dello stemma del comune di Campo San Martino come risulta nel Decreto del Presidente della Repubblica del 26 gennaio 1987.
Nello stemma è rappresentato:
- Il fiume Brenta, che attraversa il paese,
- una spiga di grano,
- un mulino a otto pale dorate.

## Geografia fisica
Il comune è situato lungo le rive del fiume Brenta, che qui forma un'ansa, dividendo così il territorio in due parti. Queste ultime sono unite da un ponte che, proseguendo verso ovest nella Strada Provinciale 10, collega il paese al comune limitrofo di Piazzola sul Brenta. Confina a nord con il comune di San Giorgio in Bosco, a nord-est con Villa del Conte, a sud-est con San Giorgio delle Pertiche e a sud con Curtarolo, infine ad ovest con Piazzola sul Brenta.
È facilmente raggiungibile da Padova mediante la SS47 Valsugana, oppure tramite la Strada Provinciale 12 (in direzione nord-sud), mentre è la Strada Provinciale 10 che attraversa il suo centro lungo l'asse est-ovest (in direzione Venezia-Vicenza).
Il comune è attraversato da molte piste ciclabili tra le quali, la più popolare denominata Pista ciclabile Treviso-Ostiglia, attraversa tutto il territorio comunale. Attualmente è in costruzione una passerella ciclabile sopra il fiume Brenta, con la quale sarà garantita la continuità stradale della ciclabile stessa con il vicino comune di Piazzola sul Brenta.

## Storia

### Età antica e romana
Nel territorio di Campo San Martino non ci sono ritrovamenti importanti che ci indicano la presenza certa e stabile dell'uomo in età precedente a quella romana. Possiamo solo immaginare che un tempo questi luoghi erano attraversati da corsi d'acqua e coperti da boschi utilizzati per la caccia, la pesca, il pascolo o la raccolta di legname. Tracce di occupazione del suolo in età paleoveneta potrebbero essere individuate con il ritrovamento, occasionale, di resti di piroghe monossili segnalati nel Brenta tra Campo San Martino e Piazzola sul Brenta ma la loro presenza non acquista nessuna prova dell'insediamento umano. Durante l'età romana nel territorio di Campo San Martino vennero costruiti strade, ponti e villaggi. Una tappa fondamentale del processo di inserimento dell'amministrazione romana fu la concessione, nel 89 a.C., dello ius latino (cioè del diritto latino, il livello tra la piena cittadinanza romana e lo stato di non cittadino) attribuito dalla Lex Pompeia, cui seguì, successivamente, la Lex Iulia promulgata nel corso del decennio apertosi nel 49 a.C. o forse più tardi nell'età di Augusto. Quello che faceva ricco e grande il territorio di Padova, per la sua favorevole posizione geografica e per la fitta rete stradale e fluviale, era il commercio di lana. I romani attribuirono particolare importanza alla realizzazione di una capillare rete stradale che aveva la particolarità di snodarsi in linea retta, per quanto era possibile, e ciò per collegare più velocemente le varie parti dell'impero. Queste vie consolari costituirono un importante strumento per la conquista e il consolidamento politico che in seguito acquistò anche una valenza economica e commerciale per lo sfruttamento del territorio e divennero decisive per il processo di unificazione sociale e culturale. Una di queste importanti vie correva alcuni chilometri a nord di Campo San Martino ed era la via Postumia. Questa strada consolare, costruita nel 148 a.C., attraversava tutta la Pianura Padana collegando Genova ad Aquileia.

### Medioevo
Mancano quasi completamente le fonti scritte relative al primo millennio. Sappiamo che, durante le invasioni barbariche che corrispondono alla fine dell'Impero Romano d'Occidente, le campagne di Campo San Martino vennero occupate da queste popolazioni provenienti dall'Europa dell'Est costringendo i cittadini ad abbandonare le proprie terre per rifugiarsi in luoghi fortificati. Particolari conseguenze ebbe nel territorio l'invasione dei Longobardi, guidati da Agilulfo, che nel 601 assaltarono il territorio di Padova. Iniziò così un fenomeno di emigrazione della popolazione verso le isole della laguna veneta. Il Regno Longobardo governò per due secoli il territorio di Padova lasciando traccia nelle numerose cappelle che una volta divenuti cristiani, i longobardi dedicarono a San Giorgio e a San Michele, loro patroni. Sarà Carlo Magno a porre fine alla dominazione longobarda nel 774. Prima dell'anno mille, nel territorio di Campo San Martino, vi era una società feudale quindi con i grandi feudatari o vassalli, valvassori, i valvassini, i servi della gleba, gli schiavi; era presente una economia arretrata, basata sul latifondo, ma tra l'XI e il XIII secolo si assistette ad una generale rinascita nelle campagne padovane e di Campo San Martino. Avvennero attività di disboscamenti, bonifiche, messa in coltura di campi e nuove attività commerciali e produttive. Vengono, inoltre, menzionati per la prima volta molti comuni padovani come ad esempio Piazzola sul Brenta, San Giorgio in Bosco e Campo San Martino. Il primo documento in cui viene menzionato Campo San Martino risale al 18 giugno 1130 quando il vescovo di Padova, Bellino, concede alcuni terreni in feudo a Gualperto e Palma e ai figli Stenione e Algarda.

### Dominazione veneziana
Nel 1405 il territorio di Campo San Martino entra a far parte della potente Venezia. La Serenissima divise il territorio in dodici provincie a loro volta suddivise in podesterie e Campo San Martino, Marsango e Busiago entrano a far parte della podesteria di Cittadella. La parrocchia di Busiago si troverà ad avere giurisdizione in due podesterie perché Busiago Vecchio e Busiago del Piovego facevano parte della podesteria di Camposampiero. Le podesterie erano governate dal Rettore insieme al Podestà che amministrava la giustizia e curava i lavori pubblici e dal Capitano che si occupava dell'esercito. La podesterie erano suddivise in ville, piccoli comuni con a capo un degan assistito dagli uomini di cumun, una specie di consiglio comunale. Sia i degan che i comun erano eletti dai capi famiglia e il comune non aveva una propria sede ma le riunioni si tenevano i chiesa. Tutta l'organizzazione era controllata dagli Inquisitori di Terraferma che verificavano e riferivano al Senato.  In questo periodo assistiamo al consolidamento di due grandi famiglie: gli Obozzi a Campo San Martino e i Mussato a Busiago. Marsango fu influenzato dalla presenza del Monastero di Sant'Andrea di Curtarolo. La maggior parte delle famiglie viveva in case di paglia su piccoli e piccolissimi appezzamenti di terreno che raramente superavano l'estensione del campo. Esosità dei contratti agrari, pressione fiscale e continue distruzioni degli eserciti in guerra quasi li rappresentano una realtà immobile per secoli, depositaria di sentimenti e memorie, mentalità, credenze, modi di vita che si trasmettevano intatte di generazione in generazione. I contadini, oltre a dedicarsi al pascolo o alle coltivazioni, potevano pescare, raccogliere legna, cacciare.

### Prima guerra mondiale
Il 21 giugno del 1915 l'Italia entra in guerra contro l'Austria. Ma in Europa la guerra era già iniziata nel luglio del 1914 e aveva coinvolto gradualmente quasi tutte le nazioni. All'inizio del 1915 gli abitanti del comune di Campo San Martino si trovavano in gravi difficoltà economiche e non riuscivano a comperare neppure i generi alimentari di prima necessità, soprattutto il mais necessario per la polenta, cibo primario per i contadini dell'epoca. I richiami diventarono sempre più frequenti e nel 1917 ci sono quattro consiglieri comunali sotto le armi e successivamente anche il segretario comunale Dante Mengacci e l'amministrazione si trova in grande difficoltà ad espletare le pratiche della gestione della guerra ma riesce a sostituire il segretario durante la sua assenza l'anziano Domenico Ferrari, sindaco di Campo San Martino ed ex segretario in pensione che nel 1918 verrà affiancato dal parroco don Gaetano Angeli. Nei primi due anni e mezzo la vita in paese scorre in maniera abbastanza normale. Il fronte è abbastanza lontano e i cittadini non sono coinvolti in maniera diretta nei combattimenti. Nell'aria, un giorno si sente un rombo di cannone e alla sera i bambini si adunano negli spazi aperti per vedere sul Monte Grappa quelli che a loro sembravano fuochi d'artificio: si tratta delle vampe delle cannonate che i due eserciti contrapposti, italiano e austriaco, si scambiavano nell'imminenza degli attacchi. Tutto cambia nel 1917, in seguito alla rotta di Caporetto. L'esercito italiano arretra all'avanzata inarrestabile dell'esercito austriaco e Campo San Martino viene occupato dai militari italiani; le scuole e il lazzaretto comunale in Via Bottazin diventano alloggi per le truppe e le case private ospitano i militari: le stanze libere ospitano gli ufficiali mentre i fienili diventano dormitori per le truppe. Arrivano anche truppe francesi e inglesi. Gli inglesi costruiscono un accampamento a Marsango nel territorio della famiglia Bellotto. 
Nel maggio 1918 arriva il II Gruppo (poi 2º Gruppo volo) che resta fino a luglio.
Vengono inoltre aperti aeroporti militari: uno a Piazzola sul Brenta in Villa Camerini e uno a Busiago, nella risaia di Villa Busetto. Nel novembre del 1918 la guerra finì con l'armistizio e l'Italia uscì vittoriosa.

### Seconda guerra mondiale
Durante il ventennio fascista venne abolita l'amministrazione eletta dai cittadini attraverso libere votazioni ma le città erano governate da un podestà, nominato dal prefetto .  A Campo San Martino i podestà furono due: Odino Rizzardi, studente universitario in farmacia e Antonio Ferrari, figlio di ex sindaco e ex segretario comunale Domenico Ferrari. II 10 giugno 1940 l'Italia fascista, alleata con la Germania Nazista e con il Giappone Imperiale, dichiarò guerra al Regno Unito e alla Francia. Campo San Martino aveva avuto dei soldati impegnati nella conquista della Libia, Somalia, Etiopia e Albania e nella guerra civile spagnola. Molti vennero richiamati in Italia per rinforzare l'esercito. Il primo caduto di Campo San Martino fu Angelo Tonin del 50º battaglione fanteria. Ne seguirono molti altri: tra morti e dispersi furono 38, di cui 9 morirono nei Balcani contro i partigiani Jugoslavi o contro i Tedeschi; altri 7 perirono in Russia e 11 nei lager Tedeschi; i rimanenti furono dispersi. La condizione economica degli abitanti di Campo San Martino era disperata.

## Società

### Evoluzione demografica
Abitanti censiti

## Cultura
La chiesa parrocchiale è dedicata a San Lorenzo e a San Martino di Tours Vescovo, santo patrono, festeggiato l'11 novembre, dal quale deriva l'origine toponomastica del paese stesso. A San Lorenzo è invece dedicata la tipica sagra paesana fissata il 10 agosto di ogni anno.
Altra festa ricorrente, da pochi anni introdotta nel calendario degli appuntamenti della comunità parrocchiale, è La Fiera del Divin Crocifisso.

## Geografia antropica

### Frazioni
Comprende le frazioni di: Marsango e di Busiago, a sua volta suddiviso in Busiago Nuovo e Busiago Vecchio, quest'ultimo comprendente anche la località delle Casere.

## Amministrazione
| Periodo | Periodo   | Primo Cittadino          |
| ------- | --------- | ------------------------ |
| 1866    | 1916      | Breda Luigi Felice       |
| 1916    | 19..      | Breda Ernesto            |
| ...     | ...       | ...                      |
| 1946    | 1956      | Tonellato Giovanni       |
| 1956    | 1960      | Ferrari Antonio          |
| 1960    | 1964      | Zemella Secondo          |
| 1964    | 1970      | Finco Luigi              |
| 1970    | 1980      | Zemella Celsio           |
| 1980    | 1985      | Marangoni Mariano        |
| 1985    | 1990      | Trento Bruno             |
| 1990    | 1995      | Benardi Luigi            |
| 1995    | 2004      | Vanzo Antonio Gianfranco |
| 2004    | 2009      | Bernardi Luigi           |
| 2009    | 2019      | Tonin Paolo              |
| 2019    | in carica | Dario Luigi Tardivo      |

## Sport
La principale società sportiva del comune è l'ASD Union Campo San Martino, la quale promuove il gioco del calcio dalla prima squadra fino a tutte le categorie del settore giovanile a livello regionale. Conta nella stagione 2010/2011 ben 264 atleti divisi in 14 squadre. Attualmente milita nel campionato regionale veneto di Prima Categoria. Nell'organigramma tecnico figurano Giancarlo Pasinato, come allenatore delle categorie giovanili e maestro della tecnica nella scuola calcio della società, ex giocatore professionista di Ascoli, Inter e Nazionale Maggiore degli anni '70 e '80,  ed Eugenio Sgarbossa, allenatore della prima squadra, ex di Lazio e Reggiana con 61 presenze nel campionato di serie A.